# ایگور ایلینسکی
ایگور ایلینسکی (روسی: И́горь Влади́мирович Ильи́нский؛ ۲۴ ژوئیهٔ ۱۹۰۱ – ۱۳ ژانویهٔ ۱۹۸۷) هنرپیشه، کمدین و کارگردان مشهور تئاتر و سینمای اهل اتحاد جماهیر سوسیالیستی شوروی بود.

## جوایز
وی در طول سال‌های فعالیت هنری‌اش برندهٔ جوایزی همچون نشان لنین و جایزه هنرمند مردمی اتحاد جماهیر شوروی شده بود.